# Robertsfors (plaats)
Robertsfors is een plaats in de gemeente Robertsfors in het landschap Västerbotten en de provincie Västerbottens län in Zweden. De plaats heeft 2010 inwoners (2005) en een oppervlakte van 217 hectare. De plaats is gelegen aan de rivier de Rickleån.
De plaats is genoemd naar de Schot Robert Finlay, die in 1751 samen met John Jennings een ijzersmelterij in de plaats stichtte.